# Dschask (Verwaltungsbezirk)
Dschask (persisch شَهرِستانِ جاسک Dschāsk, auch Jask) ist ein Verwaltungsbezirk (Schahrestan) in der Provinz Hormozgan im Iran. Verwaltungssitz und einzige Stadt des Bezirks ist die Hafenstadt Bandar-e Dschask.
Der Bezirk, untergliedert in die beiden Kreise (Bachsch) Dschask und Lirdaf, ist der am weitesten im Südosten gelegene der elf Verwaltungsbezirke in Hormozgan. Er liegt am östlichen Eingang zur strategisch wichtigen Straße von Hormus und erstreckt sich entlang dem Nordufer des Golfs von Oman an der Makran-Küste.
Bei der Volkszählung von 2006 betrug die Einwohnerzahl im heutigen Gebiet des Bezirks Dschask 44.534 Personen in 9493 Familien.
Der Bezirk wird von zwei wichtigen Landstraßen durchquert, der von Osten kommenden 493 km langen Schnellstraße 98 von Tschahbahar nach Bandar-e Dschask und der von Norden kommenden 1720 km langen Schnellstraße 91 von Feyz Abad über Minab nach Bandar-e Dschask.